# Teucholabis reginae
Teucholabis reginae là một loài ruồi trong họ Limoniidae. Chúng phân bố ở miền Australasia.